# آلبرت کریستینا
آلبرت کریستینا (انگلیسی: Albert Cristina؛ زادهٔ ۱۸ نوامبر ۱۹۷۰) بازیکن والیبال اهل هلند است.
وی در مسابقات کشوری و بین‌المللی در مجموع برندهٔ ۱ مدال طلا شده‌است.